# 島根県道294号邑南美郷線
島根県道294号邑南美郷線（しまねけんどう294ごう おおなんみさとせん）は、島根県邑智郡邑南町から邑智郡美郷町に至る一般県道である。

## 概要
邑智郡邑南町下口羽から邑智郡美郷町都賀本郷に至る。

### 路線データ
- 起点：邑智郡邑南町下口羽（広島県道・島根県道4号甲田作木線・島根県道・広島県道7号浜田作木線交点）
- 終点：邑智郡美郷町都賀本郷（都賀本郷交差点、国道375号交点）
- 異常気象時通行規制区間：邑智郡邑南町下口羽 - 邑智郡美郷町都賀西（9.5 km）

## 歴史
- 1993年（平成5年）5月11日 - 建設省から、県道都賀高宮線の一部を甲田作木線として主要地方道に指定される[1]。
- 1994年（平成6年）4月1日 - 島根県告示第411号により島根県道294号羽須美大和線として認定される[2]。

前身は島根県道・広島県道111号都賀高宮線。同路線の広島県道・島根県道4号甲田作木線に移行しなかった部分（邑智郡邑南町下口羽以北）が本路線に移行した。
- 2004年（平成16年）10月1日 - 邑智郡の石見町・羽須美村・瑞穂町が対等合併して邑智郡邑南町、邑智郡の邑智町・大和村が対等合併して邑智郡美郷町がそれぞれ成立したことに伴い起終点の地名表記が変更される。
- 2006年（平成18年）3月31日 - 島根県告示第370号により現行の路線名称に変更される[2]。
- 2022年（令和4年）
  - 10月14日 - 島根県告示第673号により、島根県道55号邑南飯南線の追加指定に伴い、終点位置が邑智郡美郷町都賀西から都賀本郷交差点に延伸[3]。
  - 12月27日 - 島根県告示第815号により、島根県道55号邑南飯南線の県道指定解除に伴い、邑智郡美郷町都賀西 - 都賀本郷交差点間が本路線の単独区間となる[4]。

## 路線状況

### 道路施設

#### 橋梁
- 都賀大橋（江の川、邑智郡美郷町）

### 通過する自治体
- 邑智郡邑南町
- 邑智郡美郷町

### 交差する道路
| 交差する道路                                                                                           | 市町村名 | 市町村名 | 交差する場所 | 交差する場所          |
| --- | -------- | -------- | ------------ | --------------------- |
| 広島県道・島根県道4号甲田作木線 島根県道・広島県道7号浜田作木線 広島県道・島根県道112号三次江津線 重複 | 邑智郡   | 邑南町   | 下口羽       | 起点                  |
| 島根県道292号宇都井阿須那線                                                                            | 邑智郡   | 邑南町   | 宇都井       |                       |
| 国道375号                                                                                              | 邑智郡   | 美郷町   | 都賀本郷     | 都賀本郷交差点 / 終点 |

### 沿線
- JR西日本三江線 - 2018年（平成30年）廃止
  - 口羽駅 - 1975年（昭和50年）までは国鉄三江南線の終着駅だった。
  - 宇都井駅 - 高架の上にある駅で、プラットホームまで階段を116段昇らなくてはならないことで知られている。
- 江の川
- 美郷町立大和小学校